# 莫如忠
莫如忠（1509年—1589年）， 字子良，號中江，直隶华亭縣（今上海市松江区）人，明朝政治人物，嘉靖戊戌進士出身，官至浙江右布政使。

## 生平
莫如忠生於明武宗正德四年（1509年），嘉靖十三年（1534年）甲午科顺天府乡试第二名举人，十七年（1538年）中戊戌科会试第二百三十八名，廷试二甲第四名進士，授南京工部虞衡司主事，分署芜湖榷市，养病，二十一年丁父憂，服闋，除补礼部主客司主事，轉精膳司员外郎，升禮部儀制司郎中，二十九年十二月升贵州按察司副使、提调学校，走至半道，以奉养母亲请归。家居十五年，母亲去世后，起补湖广按察司副使，升河南参政，领京粮道。
隆慶元年（1567年）八月升陕西按察使，二年（1568年）三月官至浙江右布政使。明神宗萬曆十七年（1589年）卒。年八十一。

## 書法

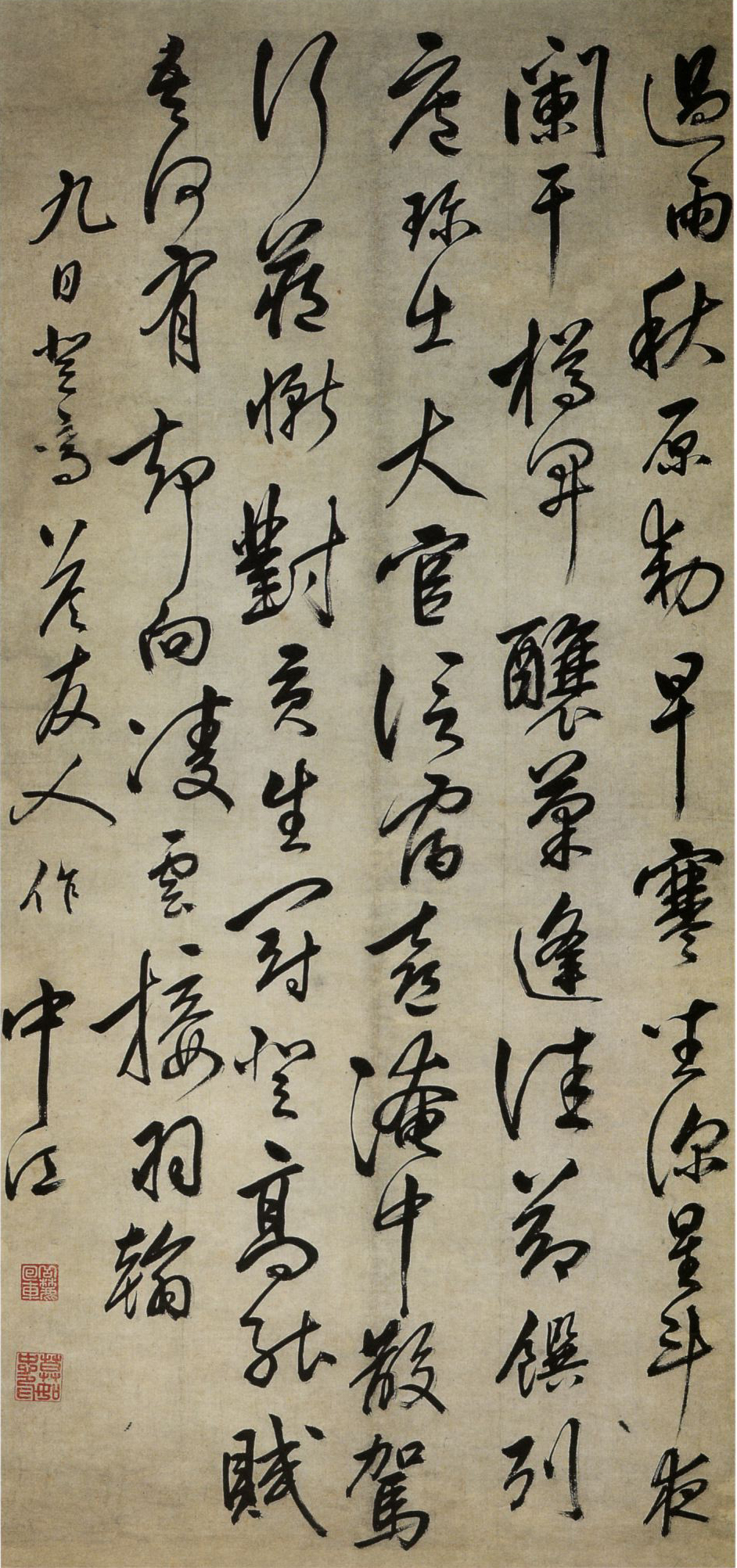
上海博物館藏莫如忠行書《答友人七律詩》

工書法，尤善草书，《松江志》曰：「如忠書法以二王為宗，書勢若龍蟠虎臥」，王世貞《藝苑卮言》亦評曰：「如忠行草，風骨朗朗，亦善署書」。有子莫雲卿亦工書法，《明史·文苑传》记载，陆深、莫家父子“皆以善书称，其昌后出，超越诸家……名闻外国，尺素短札，流布人间，争购宝之”。

## 著作
著有《崇兰馆集》二十卷、「行書答友人七律詩」等。

## 家庭
曾祖莫昂。祖父莫昊，成化举人，官東昌府通判。父莫愚，號省軒，正德癸酉科舉人、贡士。母朱氏。具庆下。弟如信、如德、如爵、如義。元配富氏，四川副使富好禮（號春山）之女。继娶杨氏，儀部杨五川之女。继娶唐氏，唐及泉女。侧室陈氏、单氏、何氏。子莫是龍，丁酉科舉人。莫是骥、莫是琳、莫是元、莫是伯、莫是魁、莫是卿、莫是相、莫是彦。長孫莫後胤。

## 延伸阅读
[在维基数据编辑]
 《明史卷二百八十八》，出自《明史》
 在维基共享资源阅览影像